# Arthur J. Gallagher & Co.
Arthur J. Gallagher & Co., (NYSE: AJG), är ett amerikanskt multinationellt försäkringsbolag som främst håller på med försäkringar, återförsäkringar och risk management åt företags–, institutions och myndighetskunder. För 2013 omsatte bolaget cirka $2,5 miljarder och hade 13 700 anställda.